# Pierre Postnikov
Pour les articles homonymes, voir Postnikov.
Pierre Vassilievitch Postnikov (Пётр Васильевич Постников) (1666 - 1702 env.) est un médecin et érudit russe du XVIIe siècle.

## Biographie
Il achève ses études à l'Académie slavo-gréco-latine vers 1690 puis sert à la cour de Russie.
Il est envoyé à l'université de Padoue pour y étudier la médecine en 1692, et en ressort Docteur en médecine et en philosophie. Il sert dans les missions diplomatiques russes en Europe, comme diplomate et traducteur, notamment au Traité de Karlowitz en 1698-1699, et retourne en Russie en 1701.
Il achève en 1697 une traduction du Coran à partir de la traduction en français d'André Du Ryer (1647). C'est la première traduction en russe du Coran. Laissée à l'état de manuscrit, elle est publiée en 1716 à Saint-Pétersbourg, dans le contexte de la confrontation à l'empire Ottoman. En 1722 paraît un autre ouvrage important d'islamologie en langue russe, le Système de la religion mahométane de Dimitri Cantemir; la traduction du Coran est d'ailleurs attribuée à ce dernier jusque dans les années 1760. Une autre traduction basée sur Du Ryer circule dans le premier quart du XVIIIe siècle, signe de l'intérêt de l'époque et de son tsar pour l'orientalisme.

### Œuvres de Postnikov
- Traduction du Coran

### Œuvres sur Postnikov
- Pavel Gousterine, "Pervyi perevodtchik i pervoe izdanie Korana na rousskom iazyke" (Le premier traducteur et la première édition du Coran en langue russe), Islamovedenie, 2011, № 1.

## Sources
- Article wikipedia russe